# Cataglyphis urens
Cataglyphis urens é uma espécie de inseto do gênero Cataglyphis, pertencente à família Formicidae.